# Ольсберг (Ааргау)
Ольсберг (нім. Olsberg AG) — громада  в Швейцарії в кантоні Ааргау, округ Райнфельден.

## Географія
Громада розташована на відстані близько 70 км на північ від Берна, 25 км на північний захід від Аарау.
Ольсберг має площу 4,6 км², з яких на 5,6% дозволяється будівництво (житлове та будівництво доріг), 34,3% використовуються в сільськогосподарських цілях, 59,9% зайнято лісами, 0,2% не є продуктивними (річки, льодовики або гори).

## Демографія
2019 року в громаді мешкало 361 особа (-3,7% порівняно з 2010 роком), іноземців було 12,7%. Густота населення становила 78 осіб/км².
За віковим діапазоном населення розподілялося таким чином: 14,4% — особи молодші 20 років, 57,3% — особи у віці 20—64 років, 28,3% — особи у віці 65 років та старші. Було 159 помешкань (у середньому 2,3 особи в помешканні).